# NGC 1634
NGC 1634 est une petite galaxie lenticulaire située dans la constellation du Taureau. NGC 1634 a été découverte par l'astronome germano-britannique William Herschel en 1798.

## Caractéristiques
Sa vitesse par rapport au fond diffus cosmologique est de 4 354 ± 24 km/s, ce qui correspond à une distance de Hubble de 64,2 ± 4,5 Mpc (∼209 millions d'al).
En raison d'une brillance de surface égale à 11,80 mag/am2, on peut qualifier NGC 1634 de galaxie présentant une brillance de surface élevée.